# 마쓰나가 시게타쓰
마쓰나가 시게타쓰(일본어: 松永 成立, 1962년 8월 12일 ~ )는 일본의 전 축구 선수이다.

## 구단 경력
1985년 일본 사커 리그의 닛산 자동차(요코하마 마리노스)에 입단했다. 1995년까지 334경기에 출전, 1988-89년과 1989-90년 2번의 일본 사커 리그 우승을 차지했다. 1995년부터 1997년까지 재팬 풋볼 리그의 도스 퓨처스와 브럼멜 센다이에서 뛰었다. 1997년 J1리그의 교토 퍼플 상가로 이적했다. 2000년후 현역 은퇴.

## 국가대표팀 경력
그는 1988년 10월 26일 대한민국과의 경기에서 일본 국가대표팀에 데뷔했다. 1992년 AFC 아시안컵, 1995년 킹 파흐드컵에도 출전, 1992년 아시안컵 우승에 기여했다. 그는 1995년까지 국제 A매치 통산 40경기에 출전했다.

## 통계
| 일본 | 일본 | 일본 |
| 연도 | 출전 | 득점 |
| ---- | ---- | ---- |
| 1988 | 1    | 0    |
| 1989 | 9    | 0    |
| 1990 | 0    | 0    |
| 1991 | 1    | 0    |
| 1992 | 9    | 0    |
| 1993 | 14   | 0    |
| 1994 | 0    | 0    |
| 1995 | 6    | 0    |
| 통산 | 40   | 0    |